# Varva
Varva (ukrainien : Варва, russe : Варва) est une commune urbaine de l'oblast de Tchernihiv, en Ukraine. Elle compte 7 689 habitants en 2021.